# Zeilschool

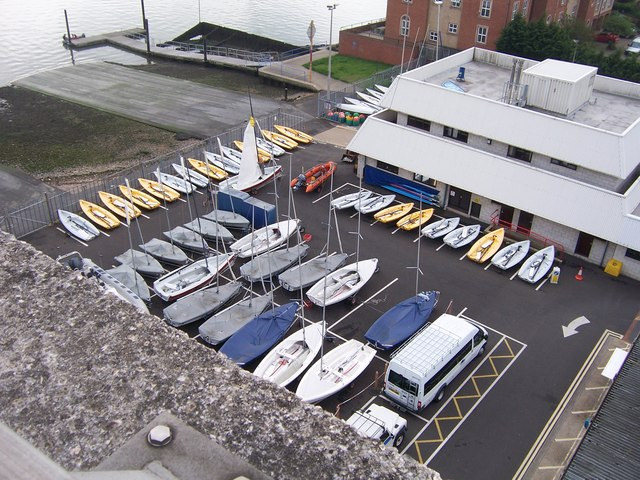
Zeilschool in Southampton

Bij een zeilschool kan men leren varen in een zeilboot. Naast de praktijk, richt men zich op de theorie van het zeilen.
De meeste zeilscholen richten zich op een doelgroep: jeugd of volwassenen. Cursisten kunnen kiezen voor een interne of een externe opleiding. Jeugdzeilscholen met een interne opleiding bieden hun cursisten naast de zeillessen soms een uitgebreid kampprogramma.
Er zijn twee certificeringsorganisaties voor zeildiploma's. In Nederland is een erkend zeildiploma niet vereist zijn voor het gebruik of voor de huur van kleine zeilvaartuigen. 
- De Commissie Watersport Opleidingen (CWO) houdt toezicht op de kwaliteit van de opleidingen. Het gevolg van het CWO-lidmaatschap is dat de cursusgelden van de betreffende zeilscholen vaak hoger liggen dan bij andere zeilscholen. De diploma's en opleiding lijn van de CWO zijn in 2010 internationaal erkend door de ISAF (international Sailing Federation. Bron www.cwo.nl

- Het internationale ISSA is een Angelsaksische organisatie die wereldwijd toeziet op de kwaliteit van zeilscholen.

## Zeildisciplines
Niet elke zeilschool geeft in alle disciplines les. Zeilles wordt gegeven in de volgende disciplines:
- Catamaran
- Jeugdzeilen, tot vijftien jaar
- Kajuitzeilen
- Kielboot
- Windsurfen
- Zeezeilen
- Zwaardboot, eenmans/tweemans